# Wægmundings
Les Wægmundings ou Waegmundiens sont un clan scandinave mentionné dans le poème vieil-anglais Beowulf.
Wiglaf, le dernier compagnon du héros Beowulf, appartient à ce clan. Dans ses dernières paroles, Beowulf s'adresse à lui en l'appelant « dernier survivant de notre race » (vers 2813-2814), ce qui laisse entendre un lien de parenté entre Beowulf et ce clan.